# Leopoldo Lugones

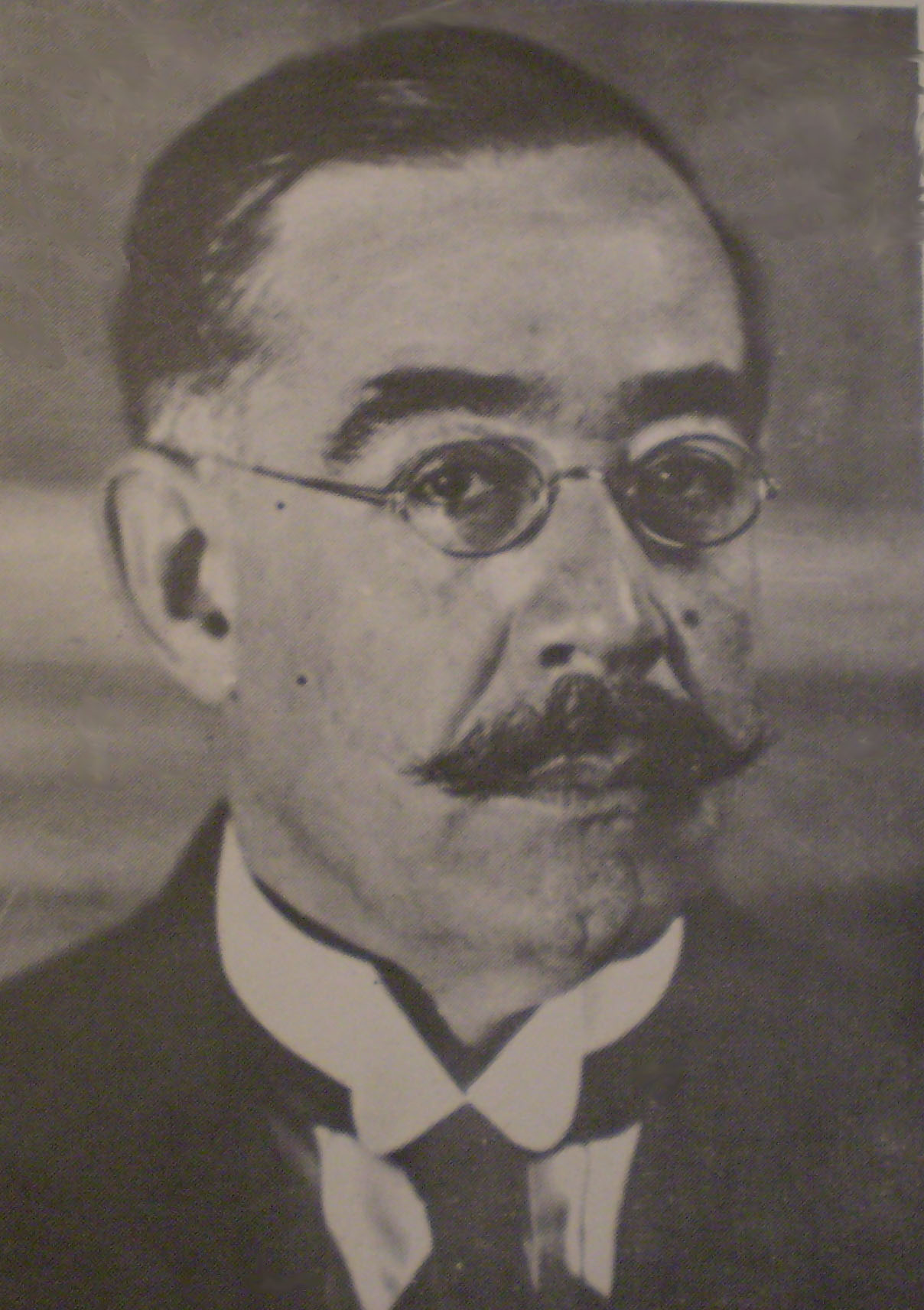
Leopoldo Lugones

Leopoldo Lugones Argüello (13. června 1874 Villa de María del Río Seco – 18. února 1938 Tigre) byl argentinský básník, prozaik a publicista, představitel uměleckého hnutí Modernismo.

## Život
Pocházel z rodiny zámožných a silně katolicky zaměřených statkářů, absolvoval Colegio Nacional de Monserrat v Córdobě. Od roku 1896 žil v Buenos Aires a přispíval do socialistického deníku La Montaña. V mládí se hlásil k anarchismu, byl členem zednářské lóže a vyznavačem teosofie. Později v jeho esejích převládly konzervativní, nacionalistické a antisemitské názory, v roce 1930 podporoval puč krajní pravice, po kterém se stal hlavou státu generálporučík José Félix Uriburu (jeho syn Polo Lugones se stal za tohoto režimu obávaným důstojníkem tajné policie). V roce 1938 spáchal v hotelu El Tropezón v Tigre sebevraždu pomocí kyanidu. Příčinou bylo jak rozčarování ze společenského vývoje, tak i nenaplněná láska ke studentce Emilii Cadelago.

## Dílo
Byl básnickým souputníkem Rubéna Daría, jeho tvorba nesla prvky romantismu a symbolismu, zejména ve sbírkách Las montañas del oro (Zlaté hory, 1897) a Los crepúsculos del jardín (Stmívání v zahradě, 1905). Napsal románovou historickou fresku La guerra gaucha (Válka gaučů, 1905), kterou v roce 1942 úspěšně zfilmoval Lucas Demare. Inspirován dílem Edgara Allana Poea vytvořil povídkové soubory Las fuerzas extrañas (Podivné síly, 1906) a Fantastické povídky (1926), kterými výrazně ovlivnil proud nazvaný magický realismus, například Jorge Luis Borges označoval Lugonese za svůj literární vzor.

## Pocty
Roku 1924 mu byla udělena státní argentinská literární cena Premio Nacional de Literatura. Od roku 1928 zastával úřad předsedy Argentinské společnosti spisovatelů. Jeho rodný dům slouží jako muzeum.

## České překlady
- Leopoldo Lugones: Fantastické povídky. Přel. Martina Hulešová. Dauphin, Praha 1999. ISBN 80-86019-95-0